# 대구우체국
대구우체국은 대구광역시 중구 전역을 관할하는 경북지방우정청 소속의 우체국이다. 2014년 7월 1일에 남대구우체국을 합병했다.

## 연혁
- 1895년 10월 21일: 대구우체사 개사 (농산군부령 제10호)
- 1903년 11월 1일: 대구우편수취소 설치
- 1905년 10월 21일: 대구우편국으로 개칭 (총독부령 제39호)
- 1931년 3월 31일: 대구우편국 청사 신축
- 1948년 10월 1일: 대구삼립정우편소 개소 →1946.7.01 대구삼립정우체국으로 개칭 → 대구삼덕동우체국으로 개칭
- 1949년 8월 30일: 대구우체국으로 개칭 (법률 제47호)
- 1956년 5월 1일: 대구전화국과 분리
- 1962년 10월 1일: 국제우편계 설치(통관국개설-세관주재)
- 1966년 11월 1일: 남대구우체국 개국으로 남구지역 이관
- 1967년 2월 18일: 야간창구 업무 (우편,환) 개시
- 1967년 3월 17일: 대구우체국 이동분실 개국 (고시 제33호)
- 1971년 12월 20일: 동대구우체국 개국으로 관할구역 변경
- 1971년 12월 21일: 대구대명동우체국 개국
- 1974년 9월 30일: 대구우체국 청사 개축
- 1975년 12월 30일: 현위치에 현재청사 준공
- 1981년 11월 1일: 대구대명동우체국을 대구남산동우체국으로, 대구삼덕동우체국을 대구대봉동우체국으로 개칭
- 1983년 7월 1일: 우편물 운송업무 우정사업진흥회 이관
- 1984년 7월 20일: 대구우체국 서대구분국 개국
- 1984년 11월 2일: 대구우체국 서대구분국 폐지 (서대구우체국 개국)
- 1984년 11월 8일: 서대구우체국에 관내국 12국 이관
- 1984년 11월 15일: 대구우체국 대구시청분국 개국
- 1985년 10월 2일: 대구우체국 동산의료원분국 개국
- 1986년 12월 30일: 대구동인우편취급소 개소
- 1987년 12월 1일: 대구우체국 역전분국 개국
- 1987년 12월 10일: 대구우체국 동산의료원분국을 대구동산의료원우체국으로, 대구우체국 대구시청분국을 대구시청우체국으로,  대구우체국 이동분실을 대구이동우체국으로 개칭
- 1987년 12월 17일: 대구우체국 역전분국을 대구역전우체국으로 개칭
- 1988년 11월 10일: 대구남산4동우체국 개국
- 1990년 1월 4일: 동대구우체국에 동 북구지역 18국 이관
- 1990년 9월 25일: 대구달성동우체국 개국
- 1992년 10월 12일: 대구삼덕동우체국 개국
- 1997년 3월 3일: 대구삼성생명빌딩우체국 개국
- 1999년 1월 1일: 대구이동우체국 폐국
- 2000년 4월 17일: 우편집배광역화 (남대구지역)
- 2001년 5월 1일: 총괄우체국 관리기능 광역화
- 2001년 7월 1일: 국제우편물 통관업무 대구우편집중국으로 이관
- 2009년 12월 7일: 대구시청우체국을 대구동인동우체국으로 개칭
- 2010년 7월 1일: 야간우편창구 폐지
- 2012년 6월 1일: 영남이공대학우체국을 영남이공대학교우체국으로 명칭 변경[1]
- 2013년 10월 11일: 토요우편창구 폐지
- 2014년 1월 1일: 우편구역을 다음과 같이 고시[2]

| 배달국     | 배달구역                 | 구역번호                    |
| ---------- | ------------------------ | --------------------------- |
| 대구우체국 | 중구 전지역, 남구 전지역 | 41900 ~ 41978 42400 ~ 42515 |

- 2014년 7월 1일: 남대구우체국 통합(총괄국 기능 조정), 관할 영남이공대학교우체국이 우체국 합리화 대상국으로 지정되어 폐국[3]
- 2014년 10월 30일: 대구대명4동우편취급국 폐국
- 2014년 11월 1일: 계명대학교우체국을 대구대명3동우체국으로 명칭 변경[4]
- 2015년 11월 13일: 관할 대구봉덕3동우체국이 우체국 합리화 대상국으로 지정되어 폐국[5]
- 2016년 11월 1일: 관할 대구대명3동우체국이 우체국 합리화 대상국으로 지정되어 대구대명동우체국으로 업무 이관 및 폐국[6]
- 2017년 10월 30일: 대구성명우편취급국 폐국[7]
- 2017년 10월 31일: 대구봉덕1동우편취급국 우편환 발행 및 지급, 우편대체 납입 및 지급, 제세공과금 수납 업무 종료[8]
- 2018년 5월 19일: 대구이천동우편취급국 폐국[9]
- 2018년 11월 1일: 대구달성동우체국 폐국[10]
- 2018년 12월 24일: 대구삼성생명빌딩우체국을 대구반월당우체국으로 명칭 변경하고 중구 달구벌대로 2095에서 중구 달구벌대로 2141로 이전[11]
- 2019년 12월 2일 : 대구삼덕동우체국이 대구반월당우체국으로 업무 이관 및 폐국[12]
- 2020년 1월 1일 : 대구남산4동우체국을 청라언덕우체국으로, 대구동인동우체국을 국채보상우체국으로 명칭 변경[13]
- 2020년 7월 1일 : 대구남산동우체국을 대구명덕우체국으로 명칭 변경[14]
- 2020년 8월 1일 : 대구역전우체국이 대구우체국으로 업무 이관 및 폐국[15]
- 2021년 3월 1일 : 우편구역을 다음과 같이 고시[16]

| 배달국     | 배달구역                 | 구역번호                    |
| ---------- | ------------------------ | --------------------------- |
| 대구우체국 | 중구 전지역, 남구 전지역 | 41900 ~ 41978 42400 ~ 42515 |

## 관할 우체국
| 우체국명              | 사진 | 주소                                                                 | 비고                                                                |
| --------------------- | ---- | -------------------------------------------------------------------- | ------------------------------------------------------------------- |
| 국채보상우체국        |      | 대구광역시 중구 동덕로 167 (동인동2가)                               | 2020년 1월 1일 대구동인동우체국에서 명칭 변경                       |
| 남대구우체국          |      | 대구광역시 남구 중앙대로 200(대명동)                                 | 2014년 7월 1일 합병                                                 |
| 대구달성동우체국      |      | 대구광역시 중구 달성공원로 74 (달성동)                               | 2018년 11월 1일 폐국                                                |
| 대구대명3동우체국     |      | 대구광역시 남구 명덕로 104, 별관1층(대명동, 대구디지털산업진흥원 내) | 2014년 11월 1일 계명대학교우체국에서 명칭 변경 2016년 11월 1일 폐국 |
| 대구대명9동우편취급국 |      | 대구광역시 남구 자유1길 5(대명동)                                    |                                                                     |
| 대구대명동우체국      |      | 대구광역시 남구 현충로 163(대명동)                                   |                                                                     |
| 대구대봉동우체국      |      | 대구광역시 중구 대봉로 224(대봉1동)                                  |                                                                     |
| 대구동덕우편취급국    |      | 대구광역시 중구 동덕로 130 (삼덕동2가)                               |                                                                     |
| 대구동산의료원우체국  |      | 대구광역시 중구 달성로 56(동산동) 계명대학동산의료원                 |                                                                     |
| 대구명덕우체국        |      | 대구광역시 중구 중앙대로 265 (남산1동)                               | 2020년 7월 1일 대구남산동우체국에서 명칭 변경                       |
| 대구반월당우체국      |      | 대구광역시 중구 달구벌대로 2141                                      | 2018년 12월 24일 대구삼성생명빌딩우체국에서 명칭 변경 및 이전       |
| 대구봉덕1동우편취급국 |      | 대구광역시 남구 봉덕로 61(봉덕동)                                    |                                                                     |
| 대구봉덕동우체국      |      | 대구광역시 남구 중앙대로22길 269(봉덕동)                             |                                                                     |
| 대구봉덕3동우체국     |      | 대구광역시 남구 삼정2길 36                                           | 2015년 11월 13일 폐국                                               |
| 대구삼덕동우체국      |      | 대구광역시 중구 동덕로30길 108(삼덕동3가)                            | 2019년 12월 2일 폐국                                                |
| 대구성명우편취급국    |      | 대구광역시 남구 대명로 38, 15호(대명동)                              | 2017년 10월 30일 폐국                                               |
| 대구안지랑우체국      |      | 대구광역시 남구 대명로 79(대명동)                                    |                                                                     |
| 대구역전우체국        |      | 대구광역시 중구 태평로 177(태평로1가) 태평상가내                     | 2020년 8월 1일 폐국                                                 |
| 대구이천동우편취급국  |      | 대구광역시 남구 대봉로 100(이천동)                                   | 2018년 5월 19일 폐국                                                |
| 영남이공대학교우체국  |      | 대구광역시 남구 현충로 170                                           | 2012년 6월 1일 영남이공대학우체국에서 명칭 변경 2014년 7월 1일 폐국 |
| 청라언덕우체국        |      | 대구광역시 중구 남산로 79(남산4동)                                   | 2020년 1월 1일 대구남산4동우체국에서 명칭 변경                      |

## 조직
- 영업과
  - 고객지원실
  - 우편팀
  - 금융팀
- 우편물류과
  - 물류실
  - 소포실
  - 집배1실
  - 집배2실
- 지원과
- 경영지도실